# Аша (река)
Аша́ — река, правый приток Сима, начинается на склонах хребта Каратау в Ашинском районе Челябинской области. В верхнем течении течёт по безлюдной местности. Впадает в реку Сим в 120 км от устья Сима в черте города Аша. Имеет 82 притока. Общая длина притоков — 180 км. Памятник природы.

## История
Когда-то на реке находились спецпоселения, посёлки лесорубов и углежогов: Верхнеашинское, Ивановка, Тройчатка. В настоящее время на реке стоит посёлок Точильный, возникший когда-то как поселение изготовителей точильных кругов для топоров, которыми изводили окрестные леса для нужд Аша-Балашовского завода. Аша-Балашовский завод, затем Ашинский, до 1947 года работал на древесном угле.

## Фауна
На берегах реки Аши и в прибрежных лесах обычны славка-черноголовка, садовая камышевка, зяблик, обыкновенная чечевица, коростель, перевозчик, малый зуёк, белая трясогузка, горная трясогузка, рябинник, белобровик, обыкновенный соловей, зеленушка, обыкновенный канюк, чёрный коршун, оляпка, береговушка, серая цапля. Встречается также кулик-сорока, занесённый в Красную книгу Челябинской области.

## Экологические проблемы
Несмотря на то, что река Аша объявлена памятником природы, она постоянно подвергается загрязнению со стороны отдыхающих, а также автомобилистов. На берегах регулярно оставляют пластиковые бутылки, пакеты, а также ёмкости от различной автомобильной химии. Очищением берегов занимаются учащиеся МОУ СОШ № 2 г. Аши.

## Данные водного реестра
По данным государственного водного реестра России относится к Камскому бассейновому округу, водохозяйственный участок реки — Сим от истока и до устья, речной подбассейн реки — Белая. Речной бассейн реки — Кама.